# Gringo (Gregg Rolie)
| Recensione | Giudizio |
| ---------- | -------- |
| AllMusic   |          |

Gringo è il secondo album discografico solistico del tastierista e cantante statunitense Gregg Rolie, pubblicato dalla casa discografica Columbia Records nell'agosto del 1987.

## Tracce

### LP
Lato A (AL 40789)
1. The Hands of Time – 4:16 (Gregg Rolie, Bob Marlette)
2. Don't Wanna Be Alone Tonight – 4:31 (Gregg Rolie, Bob Marlette)
3. Talk Talk – 3:53 (Dean McTaggert, Dave Tyson)
4. I Couldn't Lie to You – 3:43 (Gregg Rolie, Bob Marlette)
5. One of These Days – 4:17 (Martin Page, Peter Beckett)

Lato B (BL 40789)
1. Too Late, Too Late – 4:31 (Gregg Rolie, Jeffrey Cohen)
2. Fire at Night – 6:57 (Gregg Rolie, Chris Solberg, Andrè Pessis)
3. You Make It Hard on Me – 4:08 (Corey Lerios, Gregg Rolie)
4. I Will Get to You – 5:09 (Dean Pitchford, Bill Wolfer)

## Musicisti
The Hands of Time
- Gregg Rolie – voce
- Bob Marlette – sintetizzatore, chitarra, arrangiamento
- David Kershenbaum – produttore
- David J. Holman – ingegnere delle registrazioni e PPG
- Registrazione effettuata al Power Trax di Los Angeles, California

Don't Wanna Be Alone Tonight
- Gregg Rolie – voce
- Bob Marlette – sintetizzatori, chitarra, arrangiamento
- Stef Birnbaum – chitarra solo
- David Kershenbaum – produttore
- David J. Holman – co-produttore, ingegnere delle registrazioni e PPG
- Registrazione effettuata al Power Trax di Los Angeles, California

Talk Talk
- Gregg Rolie – voce
- Dan Huff – chitarre
- Arthur Barrow – sintetizzatori
- Vinnie Colaiuta – batteria
- Joe Pizzullo – cori
- Richie Zito – produttore
- Registrazione effettuata al Oasis Recording Studios, North Hollywood, California
- Phil Kaffel – ingegnere delle registrazioni
- Mixato da Brian Reeves

I Couldn't Lie to You
- Gregg Rolie – voce
- Bob Marlette – sintetizzatori, chitarra, arrangiamento
- David Kershenbaum – produttore
- David J. Holman – co-produttore, ingegnere delle registrazioni e PPG
- Registrazione effettuata al Power Trax di Los Angeles, California

One of These Days
- Gregg Rolie – voce, tastiere
- Arthur Barrow – tastiere
- Dan Huff – chitarra
- Nathan East – basso
- Vinnie Colaiuta – batteria
- Maxine Waters, Julia Waters e Oren Waters – cori
- Richie Zito – produttore
- Registrazione effettuata al Oasis Recording Studios, North Hollywood, California
- Phil Kaffel – ingegnere delle registrazioni
- Mixato da Brian Reeves

Too Late, Too Late
- Gregg Rolie – voce, tastiere
- Gary Chang – tastiere
- Carlos Santana – chitarra
- Dan Huff – chitarra
- Vinnie Colaiuta – batteria
- Eddie Lehman e Beth Anderson – cori
- Richie Zito e Brian Reeves – produttori
- Registrazioni effettuate al Oasis Recording Studios, North Hollywood, California ed al Record Plant di Sausalito, California
- Brian Reeves – ingegnere delle registrazioni e del mixaggio

Fire at Night
- Gregg Rolie – voce, tastiere
- Gary Chang – tastiere
- Carlos Santana – chitarra
- Dan Huff – chitarra
- Neal Schon – chitarra
- Vinnie Colaiuta – batteria
- Eddie Lehman e Beth Anderson – cori
- Richie Zito e Brian Reeves – produttori
- Registrazioni effettuate al Oasis Recording Studios, North Hollywood, California ed al Record Plant di Sausalito, California
- Brian Reeves – ingegnere delle registrazioni e del mixaggio

You Make It Hard on Me
- Gregg Rolie – voce, tastiere, arrangiamento
- Arthur Barrow – tastiere
- Dan Huff – chitarra
- Jerry Hey, Charles C. Loper, Garry E. Grant e Mark Russo – strumenti a fiato
- Maxine Waters, Julia Waters e Oren Waters – cori
- Corey Lerios – arrangiamento
- Richie Zito – produttore
- Registrazione effettuata al Oasis Recording Studios, North Hollywood, California
- Phil Kaffel – ingegnere delle registrazioni
- Mixato da Brian Reeves

I Will Get to You
- Gregg Rolie – voce, tastiere
- Arthur Barrow – tastiere
- Dan Huff – chitarra
- Nathan East – basso
- Vinnie Colaiuta – batteria
- Maxine Waters, Julia Waters e Oren Waters – cori
- Richie Zito – produttore
- Registrazione effettuata al Oasis Recording Studios, North Hollywood, California
- Phil Kaffel – ingegnere delle registrazioni
- Mixato da Brian Reeves

Note aggiuntive
- Herbie Herbert e Pat Morrow – management
- Mastering effettuato da Steve Hall al Future Disc, West Hollywood, California
- Brani: Too Late, Too Late e Talk Talk, remixati da David J. Holman
- Katy Parks – coordinatrice della produzione (brani: Too Late, Too Late, Fire at Night, Talk Talk, One of These Days, You Make It Hard on Me e I Will Get to You)
- Jim Welch – art direction e foto frontale copertina album
- Jim Welch e Christie Rixford – design copertina album
- Todd Gray – foto interne copertina album
- Doil Jarnegan – makeup[3]